# Oedesis palaestinus
Oedesis palaestinus is een keversoort uit de familie van de loopkevers (Carabidae). De wetenschappelijke naam van de soort is voor het eerst geldig gepubliceerd in 1873 door Piochard de la Brulerie.